# U-68号潜艇 (1915年)
陛下之68号潜艇是第一次世界大战期间运用于德意志帝国海军的UD级潜艇或称U艇的第三艘艇。它原本由奥匈帝国海军向日耳曼尼亚船厂订购，并以U-9号的名义自1913年12月开始在基尔铺设龙骨，但随着1914年8月战争爆发后，奥匈帝国海军确信该艇无法通过直布罗陀交付至亚得里亚海，遂于1914年11月将包括U-9号在内的五艘UD级潜艇整体转售予德意志帝国海军。
在德国人手中，U-9号被重编为U-68号，并按照德国的规格进行重新设计和改建。U-68号于1915年6月下水，至同年8月投入使用。竣工后，它的水上排水量为791吨，水下排水量为933吨。艇只全长69.50米，装备有五具鱼雷发射管和一门甲板炮。
1916年3月22日，即首次展开作战巡逻的第六天，U-68号便遭英国Q船法恩伯勒号击沉，全艇官兵均告阵亡。U-68号在其短暂的服役生涯中没有击沉过任何船只。战后德国的一项研究发现，U-68号的艇长并未遵循既定的程序躲避诱饵船。

## 设计及建造
奥匈帝国海军在评估了三款竞争性的外国潜艇设计之后，最终选择了日耳曼尼亚船厂的506d型设计，即后来的UD级，来装备其U-7至U-11号潜艇。海军于1913年2月1日签署了五艘潜艇的订购合同。
506d型方案被奥匈帝国海军视为U-3级潜艇的改进版本，后者同样是日耳曼尼亚船厂的产品。根据奥匈帝国海军的计划，这些艇只的水上排水量为695吨，水下排水量为885吨。它们均为双层艇体，全长69.50米，舷宽6.30米，吃水3.79米。奥地利的规范要求这些双轴潜艇只在水上运行时使用双柴油发动机（总功率2,300匹公制馬力, 2,269匹制動馬力1,692千瓦特），速度最高可达17節（31每小時）；在水下运行时使用双电动发电机（总功率1,240匹公制馬力, 1,223匹軸馬力912千瓦特），最高速度为11節（20每小時）。艇只配备有五具450毫米鱼雷发射管，其中四具在艇艏、一具在艇艉。甲板炮则是一门66毫米26倍径炮。
作为同级的第三艘艇，U-9号是自1913年12月31日开始铺设龙骨。根据建造计划，它们将在29至33个月内完工，但当1914年8月第一次世界大战爆发时，U-9号及其任何一艘姊妹艇都没有完成。由于这些潜艇是在波罗的海沿岸的基尔建造的，奥地利人确信它们将不可能完成交付：艇只需要行经隶属英国领土的直布罗陀，才能被转运至地中海，而奥匈帝国与英国当时正处交战状态。结果，U-9号及其四艘姊妹艇于1914年11月28日被转售予德意志帝国海军。
U-9号被德国人重新编为U-68号，而它的船级也被重新指定为UD级。德意志帝国海军根据德国标准对潜艇进行了重新设计和建造，将水上和水下排水量分别提高了96吨和48吨。鱼雷携弹量也增加了三分之一，从9枚增加至12枚，甲板炮的尺寸则从最初指定的66毫米升级为88毫米30倍径速射炮。

## 服役历史
U-68号于1915年6月1日下水。同年8月17日，它在首任暨唯一一任艇长、海军上尉路德维希·京策尔的指挥下正式投入使用。至10月28日，艇只被分配至驻埃姆登及博尔库姆的第四半区舰队服役。第一次世界大战期间，U-68号仅在北海和不列颠群岛周边海域执行过一次巡逻，期间并未击沉或击伤任何船只。在此之前，U-68号则曾于1915年12月29至30日负责护送德国辅助巡洋舰海鸥号出航，直至确保后者突破英国人延设至挪威附近的封锁线。
U-68号于1916年3月16日离开埃姆斯河开始首次作战巡逻。在前往英国西海岸附近的指定作战区域途中，京策尔和U-68号在爱尔兰西南部的凯里郡沿岸附近发现了一艘伪装的煤船，遂于07:00左右从水下发射了一枚鱼雷，并几乎击中船艏。对方实际上是由英国海军中校戈登·坎贝尔指挥的Q船法恩伯勒号。为了引诱潜艇，躲过一劫的法恩伯勒号继续伪装，并以同样的速度和航向继续前行。而由于鱼雷射失，京策尔上尉决定改为发动水上攻击。07:20, U-68号在法恩伯勒号船艉约1,000碼（910）的方位浮出水面，移到船的左舷，以甲板炮向Q船的船艏开火示警。
法恩伯勒号随即停船，释放蒸汽，并放下救生艇假装投降。当U-68号接近至800碼（730）范围时，法恩伯勒号迅速升起白船旗，揭开它的武器，以其五门12磅速射炮中的三门开火。在快速发射的21枚炮弹中，英国炮手对潜艇取得了数次命中。当U-68号开始下沉时，坎贝尔命令法恩伯勒号驶越潜艇所在的方位，投下一枚深水炸弹，将潜艇的艇艏炸出水面。随着U-68号开始从艇艉下沉，法恩伯勒号的炮手又对潜艇的司令塔取得五次命中。U-68号最终在丁格尔附近的51°54′N 10°53′W / 51.900°N 10.883°W处沉没，艇内38名官兵全数阵亡。
战后德国的一项研究指出，U-68号的指挥官京策尔上尉并未遵循既定的程序处理悬挂中立旗帜的船只，以规避像法恩伯勒号这样的诱饵船。据报道，京策尔在接近法恩伯勒号时几乎违反了所有规定。然而，德国公海舰队U艇总司令、海军准将赫尔曼·鲍尔在他的战后回忆录中写道，京策尔是一位经验不足的艇长，而且不同于常规做法的是，他在入伍初期出海时并未能在经验丰富的潜艇艇长的指导下学习知识。

## 脚注
1. 1 2 3 4  Gardiner，第177頁.
2. 1 2 3 4 5  Helgason, Guðmundur. . German and Austrian U-boats of World War I - Kaiserliche Marine - Uboat.net.
3. 1 2 3 4  Gröner 1991，第10頁.
4. 1 2  Helgason, Guðmundur. . German and Austrian U-boats of World War I - Kaiserliche Marine - Uboat.net.   [2015-03-16].
5. ↑  Gardiner，第340頁.
6. 1 2  Gardiner，第343頁.
7. ↑  Gardiner，第342–343頁.
8. ↑  Helgason, Guðmundur. . German and Austrian U-boats of World War I - Kaiserliche Marine - Uboat.net.
9. ↑  Helgason, Guðmundur. . German and Austrian U-boats of World War I - Kaiserliche Marine - Uboat.net.
10. ↑  Helgason, Guðmundur. . German and Austrian U-boats of World War I - Kaiserliche Marine - Uboat.net.
11. ↑  Helgason, Guðmundur. . German and Austrian U-boats of World War I - Kaiserliche Marine - Uboat.net.
12. ↑  Sieche，第19頁.
13. ↑  Tarrant，第34頁.
14. ↑  Herzog，第139頁.
15. ↑  Herzog，第68頁.
16. ↑  Helgason, Guðmundur. . German and Austrian U-boats of World War I - Kaiserliche Marine - Uboat.net.   [2008-12-09].
17. ↑  Walter，第142頁.
18. ↑  Mielke，第8頁.
19. 1 2  Messimer，第86–87頁.
20. ↑  Herzog，第90頁.
21. ↑  Kemp，第17頁.